# Espita
Espita é um município do estado do Iucatã, no México. A população do município calculada no censo 2005 era de 14.432 habitantes.

## Comunidades
| Cidades com mais de 200 pessoas e sua distância da sede municipal |                     |                              |           |           |
| Código                                                            | Comissariado        | Coordenadas                  | População | Distância |
| 310320002                                                         | Holcá               | 21° 05′ 28″ N, 88° 16′ 07″ O | 501       | 9,95 km   |
| 310320003                                                         | Kunché              | 20° 54′ 35″ N, 88° 18′ 16″ O | 698       | 10,84 km  |
| 310320004                                                         | Nacuché             | 20° 55′ 22″ N, 88° 17′ 45″ O | 1.130     | 9,36 km   |
| 310320005                                                         | San Pedro Chenchelá | 20° 52′ 29″ N, 88° 18′ 51″ O | 261       | 14,58 km  |
| 310320007                                                         | Tuzik               | 21° 06′ 44″ N, 88° 28′ 18″ O | 384       | 20,91 km  |
| 310320008                                                         | X-Ualtez            | 21° 07′ 20″ N, 88° 28′ 22″ O | 262       | 21,77 km  |
| 310320009                                                         | Xuilub              | 20° 55′ 00″ N, 88° 25′ 12″ O | 369       | 15,72 km  |
| Source: INEGI, Archivo Histórico de Localidaes.                   |                     |                              |           |           |